# 驗車
驗車，指的是各種車輛的檢驗，每年各國的汽車監理機關會對該國的車輛駕駛人發出檢驗車輛的通知, 駕駛人在收到通知後到指定的地點，檢驗車輛的各種功能是否仍舊完好及駕駛人證件是否正常而未過期。車輛功能方面,比如：輪胎厚度、胎紋深度、大燈亮度與色澤、車輛排氣濃度、四個方向燈、煞車燈及功能、引擎號碼、牌照漆色、車輛烤漆色澤等。驗車一般過程是：先繳納汽車稅目(例：汽車燃料稅及牌照稅)(目前已不要求繳清欠稅費才能驗車)、繳清車輛各種違規罰單、繳納檢驗規費、備妥行車執照及汽車強制保險證、之後才是執行驗車程序。驗車制度的實施有助於一個國家的車輛安全管理及社會治安的管制。先進的國家通常汽車買賣前，也必需通過完整的驗車及文件檢驗程序。